# Nils Röseler
Nils Röseler (Ochtrup, 10 februari 1992) is een Duits voetballer die doorgaans als centrale verdediger speelt.

## Carrière
Röseler begon met voetballen bij SV Bad Bentheim. Hij werd door FC Twente gescout en kwam daar in de jeugopleiding terecht. In januari 2010 tekende hij een opleidingscontract bij de club. Ruim een jaar later lag er weer een nieuw contract voor hem klaar. Hij tekende bij tot medio 2014.
Röseler debuteerde op 14 december 2011 in het betaald voetbal, toen hij met FC Twente een wedstrijd tegen Wisła Kraków speelde in het kader van de Europa League. Coach Adriaanse stelde hem op in de basiself. Voor FC Twente stond er dat duel niets meer op het spel. Zijn competitiedebuut maakte hij op 19 februari 2012, in een wedstrijd uit tegen Vitesse. Hij verving in de blessuretijd Willem Janssen. Op 18 maart startte hij voor het eerst in de basiself door een blessure van Peter Wisgerhof en een schorsing van Douglas. Hij kopte die wedstrijd, die met 0-2 werd verloren, in eigen doel. Terwijl Röseler steeds meer speeltijd in het eerste elftal maakte, werd hij met het beloftenelftal kampioen. Voor het eerste elftal kwam hij elfmaal in actie. In seizoen 2012/13 werd Röseler definitief overgeheveld naar het eerste elftal. Twente verhuurde hem in augustus 2012 voor een seizoen aan VVV-Venlo. Voor aanvang van het seizoen 2013/14 keerde Röseler terug naar FC Twente, waar hij deze keer uitkwam voor Jong FC Twente.
Röseler tekende in juni 2014 een tweejarig contract bij Chemnitzer FC. Daarvoor speelde hij in de volgende twee seizoenen 66 wedstrijden in de 3. Liga. Hij tekende in juni 2016 vervolgens een contract tot medio 2018 bij VVV-Venlo, met een optie voor nog een seizoen. Eind maart 2018 werd die optie gelicht, zodat de verdediger nog tot 1 juli 2019 onder contract staat bij de Venlose eredivisionist. Na afloop van het seizoen 2017/18, waarin hij als enige selectiespeler alle competitiewedstrijden speelde, tekende Röseler een nieuwe verbintenis tot medio 2020. Medio mei 2020 werd bekend dat de Duitse verdediger na vier seizoenen de club zou verlaten. Op 16 juni 2020 werd bekend dat Röseler een contract voor 2 jaar heeft getekend bij SV Sandhausen dat uitkomt in de 2. Bundesliga. Daar kon hij echter niet op een vaste basisplek rekenen, waarna hij een jaar later alweer verkaste naar het vanuit de 3. Liga gepromoveerde FC Ingolstadt 04. Na twee jaar in Duitsland te hebben gespeeld, keerde Röseler in de zomer van 2022 weer terug naar Nederland. Hij tekende een contract bij Roda JC Kerkrade voor drie seizoenen met een optie voor nóg een jaar.

## Clubstatistieken

### Beloften
| Seizoen     | Club             | Competitie       | Competitie | Competitie |
| Seizoen     | Club             | Competitie       | Wed.       | Dlp.       |
| ----------- | ---------------- | ---------------- | ---------- | ---------- |
| 2013/14     | Jong FC Twente   | Eerste divisie   | 29         | 1          |
| 2014/15     | Chemnitzer FC II | Oberliga Nordost | 2          | 0          |
| Club totaal | Club totaal      | Club totaal      | 31         | 1          |

### Senioren
| Seizoen         | Club             | Competitie      | Competitie | Competitie | Beker | Beker | Overig 12 | Overig 12 | Totaal | Totaal |
| Seizoen         | Club             | Competitie      | Wed.       | Dlp.       | Wed.  | Dlp.  | Wed.      | Dlp.      | Wed.   | Dlp.   |
| --------------- | ---------------- | --------------- | ---------- | ---------- | ----- | ----- | --------- | --------- | ------ | ------ |
| 2011/12         | FC Twente        | Eredivisie      | 8          | 0          | 0     | 0     | 3         | 0         | 11     | 0      |
| 2012/13         | FC Twente        | Eredivisie      | 0          | 0          | 0     | 0     | 2         | 0         | 2      | 0      |
| 2013/14         | FC Twente        | Eredivisie      | 2          | 0          | 0     | 0     | 0         | 0         | 2      | 0      |
| 2014/15         | Chemnitzer FC    | 3. Liga         | 34         | 0          | 2     | 0     | 2         | 1         | 38     | 1      |
| 2015/16         | Chemnitzer FC    | 3. Liga         | 32         | 0          | 1     | 0     | 1         | 0         | 34     | 0      |
| 2012/13         | VVV-Venlo        | Eredivisie      | 26         | 1          | 1     | 0     | 2         | 0         | 29     | 1      |
| 2016/17         | VVV-Venlo        | Eerste divisie  | 35         | 2          | 2     | 0     | 0         | 0         | 37     | 2      |
| 2017/18         | VVV-Venlo        | Eredivisie      | 34         | 0          | 3     | 0     | 0         | 0         | 37     | 0      |
| 2018/19         | VVV-Venlo        | Eredivisie      | 34         | 1          | 1     | 0     | 0         | 0         | 35     | 1      |
| 2019/20         | VVV-Venlo        | Eredivisie      | 25         | 0          | 1     | 0     | 0         | 0         | 26     | 0      |
| 2020/21         | SV Sandhausen    | 2. Bundesliga   | 23         | 2          | 2     | 0     | 0         | 0         | 25     | 2      |
| 2021/22         | FC Ingolstadt 04 | 2. Bundesliga   | 16         | 0          | 1     | 0     | 0         | 0         | 17     | 0      |
| 2022/23         | Roda JC          | Eerste divisie  | 30         | 1          | 1     | 0     | 0         | 0         | 31     | 1      |
| 2023/24         | Roda JC          | Eerste divisie  | 13         | 0          | 0     | 0     | 0         | 0         | 13     | 0      |
| 2024/25         | Roda JC          | Eerste divisie  | 15         | 1          | 0     | 0     | 0         | 0         | 15     | 1      |
| Totaal senioren | Totaal senioren  | Totaal senioren | 327        | 8          | 15    | 0     | 10        | 1         | 352    | 9      |
| Carrière totaal | Carrière totaal  | Carrière totaal | 358        | 9          | 15    | 0     | 10        | 1         | 383    | 10     |

Bijgewerkt tot en met 25 december 2024